# Mio (品牌)
Mio為神達電腦旗下的手持式行動通訊裝置自有品牌，2002年5月成立，以消費者需求為出發，推廣手持式行動通訊裝置，包括車用導航系統、導航PDA、導航PDA手機等，並於2009年開始發展行動聯網裝置，於2016年開始發展行車紀錄器，但於2024年1月停止開發車用導航系統。

## 历史
神達電腦曾於1985年推出自有品牌「MiTAC」，當時神達自有品牌的電腦相關產品還頗具知名度。當電腦微利時代來臨，神達希望找出新的競爭能力，由於預見手持式行動裝置市場的曙光，因此決定以「Mio」（義大利文，意指「我的」）再戰自有品牌，往GPS領域耕耘。2002年5月，神達成立「宇達電通股份有限公司」（Mio Technology Corp.），Mio為其自有品牌。
2003年，Mio 發表了全球首款採用微軟Windows Mobile Pocket PC-2003軟體平台的GPS PDA「Mio DigiWalker 168」。2004年，Mio將版圖往歐洲、澳洲、日本、中東、非洲及美國等地發展，並成為南韓與台灣的領導品牌。2006年，Mio已成為全球第三大GPS領導品牌。2008年，Mio與Navman品牌正式合併，以Mio為存續品牌。
2016年5月31日，Mio正式開始推出行車紀錄器產品。

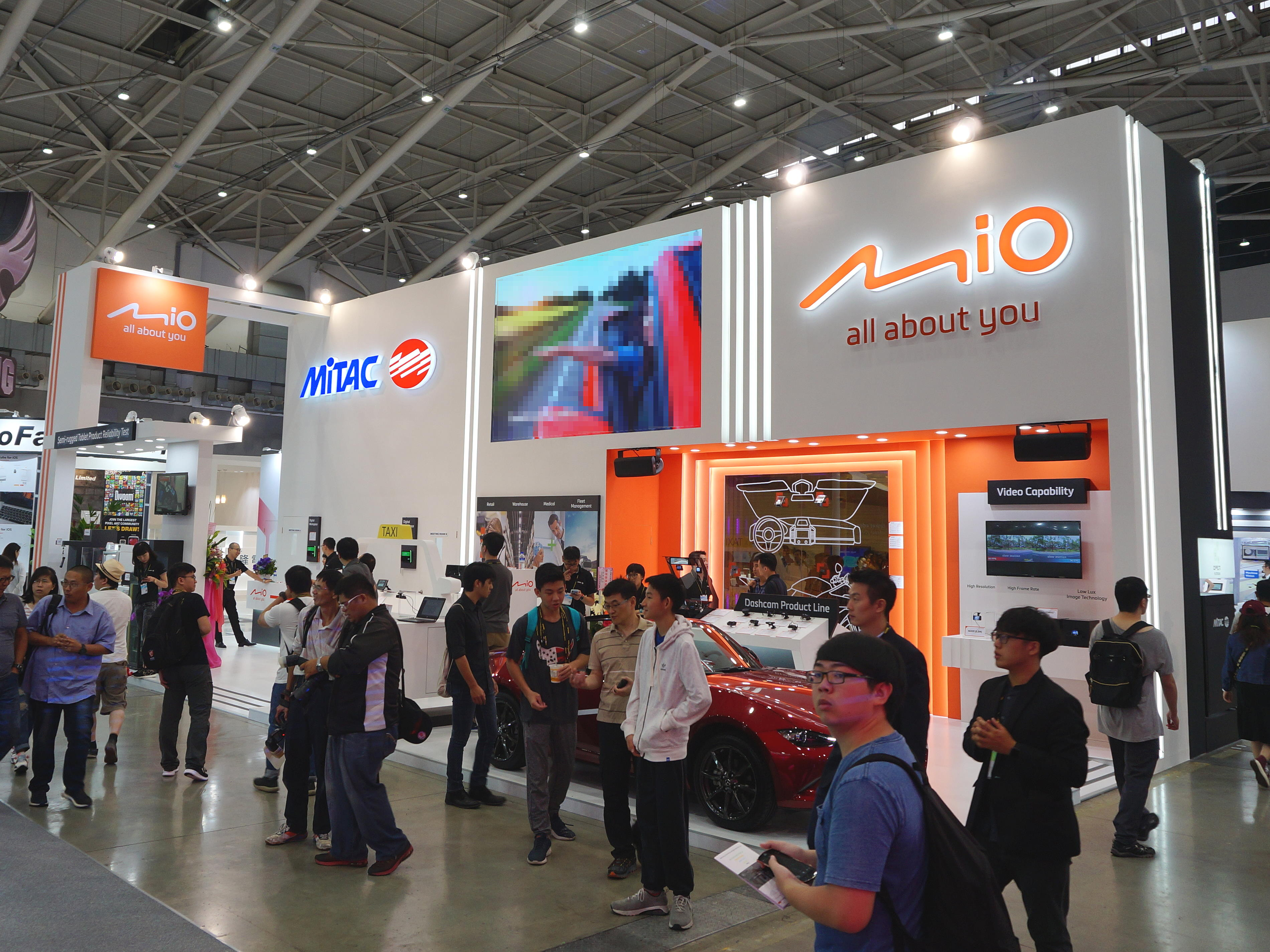
2019台北國際電腦展，神達數位攤位

2018年1月1日，神達電腦行動通訊產品事業體獨立為「神達數位股份有限公司」（MiTAC Digital Technology Corp.），Mio為神達數位旗下品牌。
2024年1月15日，在上架2024第一季的圖資後，Mio宣布所有的導航機型的圖資更新已結束，正式退出導航機業務，並持續在行車紀錄器業務上。

## 外部連結
- （繁體中文）神達投資控股 （页面存档备份，存于）
- （繁體中文）神達數位 （页面存档备份，存于）

1. ↑  . 汽車線上情報 Auto-Online.   [2024-07-09]. （原始内容存档于2025-01-20） （中文（臺灣））.